# 拉斐爾·弗朗西斯科·阿馬多爾·坎波斯
拉斐爾·弗朗西斯科·阿馬多爾·坎波斯（西班牙語：Rafael Francisco Amador Campos，1948年1月14日—）是一名哥倫比亞律師和政治家，目前擔任哥倫比亞駐俄羅斯大使。作為自由黨政治家，他曾在國會擔任昆迪納馬卡省選區眾議員，在兩個不同時期各連任兩屆，首先是從1982年至1990年，然後是從1998年至2006年，並在同一立法時期兩次當選哥倫比亞參議員，第一次是在1990年，然後在1991年憲法批准後於1991年再次任職，直至1994年。